# San Sebastián de los Reyes
San Sebastián de los Reyes er en by og kommune i det centrale Spanien i Madrid-regionen. Den har et indbyggertal på 94.969 (2024) indbyggere.